# Bogdan Walerczyk
Bogdan Marian Walerczyk (ur. 17 maja 1933 w Kórniku, zm. 7 października 1998) – polski rolnik, działacz społeczny i polityk, poseł na Sejm PRL VIII kadencji.

## Życiorys
Uzyskał wykształcenie zasadnicze zawodowe. W 1962 wstąpił do Zjednoczonego Stronnictwa Ludowego. Był prezesem Miejsko-Gminnego Komitetu partii w Kórniku oraz przez cztery kadencje (16 lat) radnym Gminnej Rady Narodowej (wykonując tę funkcję społecznie). Pełnił także funkcję prezesa w kółkach rolniczych. Działał w zarządzie Wojewódzkiego Związku Producentów Trzody Chlewnej. Był więziony w Rawiczu. W latach 1980–1985 pełnił mandat posła na Sejm PRL VIII kadencji w okręgu Poznań, zasiadając w Komisji Komunikacji i Łączności, Komisji Przemysłu Lekkiego, Komisji Rolnictwa i Przemysłu Spożywczego oraz w Komisji Rolnictwa, Gospodarki Żywnościowej i Leśnictwa. Wraz z żoną Zofią prowadził gospodarstwo rolne, które w 1998 przekazał najmłodszemu synowi Pawłowi, odchodząc na emeryturę. Był ojcem także Jerzego i Waldemara.
Otrzymał Krzyż Kawalerski Orderu Odrodzenia Polski, Złoty, Srebrny i Brązowy Krzyż Zasługi, odznakę honorową „Za Zasługi w Rozwoju Województwa Poznańskiego”, inne odznaczenia resortowe, a także w 1979 Medal Matki. W Radzewie od 2001 odbywa się memoriał jego imienia w tenisie stołowym.
Pochowany na cmentarzu parafialnym w Kórniku.